# Max Bygraves
Max Bygraves, geboren als Walter William Bygraves, (Rotherhithe, 16 oktober 1922 - Hope Island (Queensland), 31 augustus 2012) was een Britse zanger, acteur, komiek en variété-artiest.

## Jeugd
Bygraves werd geboren als zoon van Henry and Lillian Bygraves-McDonnell. Hij groeide op in armoede in een tweekamerflat met zijn vijf broers/zussen, zijn ouders en een grootouder. Zijn vader was professioneel bokser in het vlieggewicht, bekend als Battling Tom Smith en als tijdelijk dokwerker. Als opgevoede katholiek bezocht hij de St. Josepschool in Rotherhithe en zong in het schoolkoor in de Westminster Cathedral.

## Carrière
Hij verliet de school op 14-jarige leeftijd en ging werken in het Savoy Hotel in Londen als loopjongen, maar werd ontslagen omdat hij te groot was (1.91 m en 83 kg). Daarna werd hij koerier voor een reclame-agentuur, voordat hij diende als monteur bij de Royal Air Force tijdens de Tweede Wereldoorlog en als timmerman werkte. Hij veranderde zijn naam in Max Bygraves ter nagedachtenis aan de komiek Max Miller.
Bygraves kernspreuk was 'I wanna tell you a story'. Het was eigenlijk Mike Yarwood, die deze uitdrukking creëerde, van Bygraves 'I want to tell you a joke'. Hij citeerde de titelfiguur in de film Charlie Moon (1956). Er werd verteld dat Bygraves de vroegere en toekomstige rechten van de musical Oliver! van Lionel Bart had gekocht voor 350 pond, nadat Bart in ernstige financiële moeilijkheden was gekomen. Bygraves verkocht deze later voor 250.000 pond.
Tijdens de jaren 1950 en 1960 verscheen Bygraves als gast bij verschillende tv-variété-programma's in het Verenigd Koninkrijk en de Verenigde Staten, waaronder The Ed Sullivan Show, Jack Benny en Jackie Gleason, maar zijn positie als omroepicoon werd gevestigd, door met verschillende bevriende artiesten te verschijnen als gast van de buiksprekerpop Archie Andrews van Peter Brough in de langlopende BBC-radioshow Educating Archie.
Hij was het onderwerp van This Is Your Life (1961) toen hij werd verrast door Eamonn Andrews om diens nieuwe show Do Re Mi in het Londense Prince of Wales Theatre voor te bereiden. In 1977 publiceerde UK Publishing House W.H. Allen Bygraves vermakelijke roman The Milkman's on His Way. Van 1983 tot 1985 nam Bygraves de presentatie van Family Fortunes over van zijn vriend en collega Bob Monkhouse. Later was hij succesvol als gastheer in 1987 bij Les Dennis.

## Onderscheidingen
In 1982 werd hij onderscheiden als Officer of the Order of the British Empire.

## Privéleven en overlijden
Bygraves trouwde met W.A.A.F (World Army Air Force)-sergeant Gladys 'Blossom' Murray in 1942. Het koppel had drie kinderen. Hij had ook drie andere buitenechtelijke kinderen. In augustus 1974 kwam Bygraves vast te zitten op een rots nabij zijn huis in Westbourne, toen het vliegtuig dat werd bestuurd door zijn kleinzoon Michael vast kwam te zitten onder de rand van de steile rotswand. Hij had verbrandingen aan zijn handen en was in shock toen de politie en brandweer hem bevrijden. In 1999 werd Bygraves behandeld voor een oor-aandoening en moest hij een aantal optredens annuleren op doktersvoorschrift.
Max en Gladys Bygraves verhuisden naar Queensland in 2008, waar Gladys in 2011 op 88-jarige leeftijd overleed. Max Bygraves overleed in augustus 2012 op 89-jarige leeftijd in zijn huis in Hope Island. Hij leed aan de ziekte van Alzheimer.

## Filmografie

### Televisie
- 1960: Whack-O!
- 1963: Jack Meets Max Bygraves The Jack Benny Program seizoen 13 - aflevering 13
- 1963: The Royal Variety Performance
- 1964: It's Sad About Eddie
- 1969-1974: Max
- 1976-1977: Max Bygraves Says "I Wanna Tell You a Story"
- 1978-1980: Singalongamax
- 1982: Max Bygraves - Side by Side
- 1983-1985: Family Fortunes
- 1986: The Mind of David Berglas
- 1995: Call Up the Stars
- 2001: Against the Odds RAF Documentary

### Films
- 1943: All at Sea
- 1948: Bless 'Em All
- 1949: The Nitwits on Parade
- 1949: Skimpy in the Navy
- 1951: Tom Brown's Schooldays
- 1956: Charley Moon
- 1958: A Cry from the Streets
- 1959: Bobbikins
- 1961: Spare the Rod
- 1972: The Alf Garnett Saga

## Discografie

### Singles
- 1952:	Cowpuncher's Cantata
- 1954:	Heart of My Heart
- 1954: Gilly, Gilly, Ossenfeffer, Katzenellen Bogen by the Sea
- 1955:	Mr Sandman
- 1955: Meet Me on the Corner
- 1956:	Ballad of Davy Crockett
- 1956: Out of Town
- 1957:	Heart
- 1958:	You Need Hands" / "Tulips from Amsterdam
- 1958: Little Train" / "Gotta Have Rain
- 1959:	My Ukulele
- 1959: Jingle Bell Rock
- 1960:	Fings Ain't Wot They Used T'Be
- 1960: Consider Yourself
- 1961:	Bells of Avignon
- 1969:	You're My Everything
- 1973:	Deck of Cards
- 1989:	White Christmas

### Albums
- 1972: Sing Along with Max
- 1972: Sing Along with Max Vol. 2
- 1973: Singalongamax Vol. 3
- 1973: Singalongamax Vol. 4
- 1973: Singalongapartysong
- 1974: You Make Me Feel Like Singing a Song
- 1974: Singalongaxmas
- 1976: 100 Golden Greats
- 1978: Lingalongamax
- 1978: The Song and Dance Men
- 1989: Singalongawaryears
- 1989: Singalongawaryears Volume 2

- Biblioteca Nacional de España: XX1577946
- Gemeinsame Normdatei: 1035298449
- International Standard Name Identifier: 0000 0001 1476 9417
- Library of Congress Control Number: n88132378
- MusicBrainz: 5140b8a0-767d-4eec-a46e-701758996b8a
- Nationale Bibliotheek van Israël: 987007504305505171
- Nederlandse Thesaurus van Auteursnamen: 096749571
- SNAC: w6cc5ds6
- Museum of New Zealand Te Papa Tongarewa: 18726
- Virtual International Authority File: 87300411
- WorldCat: E39PBJd3JJGkPR3C3xDGhvxxDq